# Dorfbahn Serfaus
A Dorfbahn Serfaus egy kötöttpályás közlekedési eszköz Ausztriában, Serfausban. A falu főutcája alatti alagútban közlekedik egy légpárnás, drótkötéllel vontatott kocsi, mely a falu alsó részén található autóparkolóból szállítja az utasokat a sífelvonóhoz. A pálya hossza 1,3 km, és összesen 4 állomás található rajta.
A pálya egy alagútból áll, melyen egy kocsi ingázik vezető nélkül. Legnagyobb sebessége 40 km/h. Bár hivatalosan gyakran metrónak is nevezik, valójában közelebb áll az automata people mover rendszerekhez.

## Képek

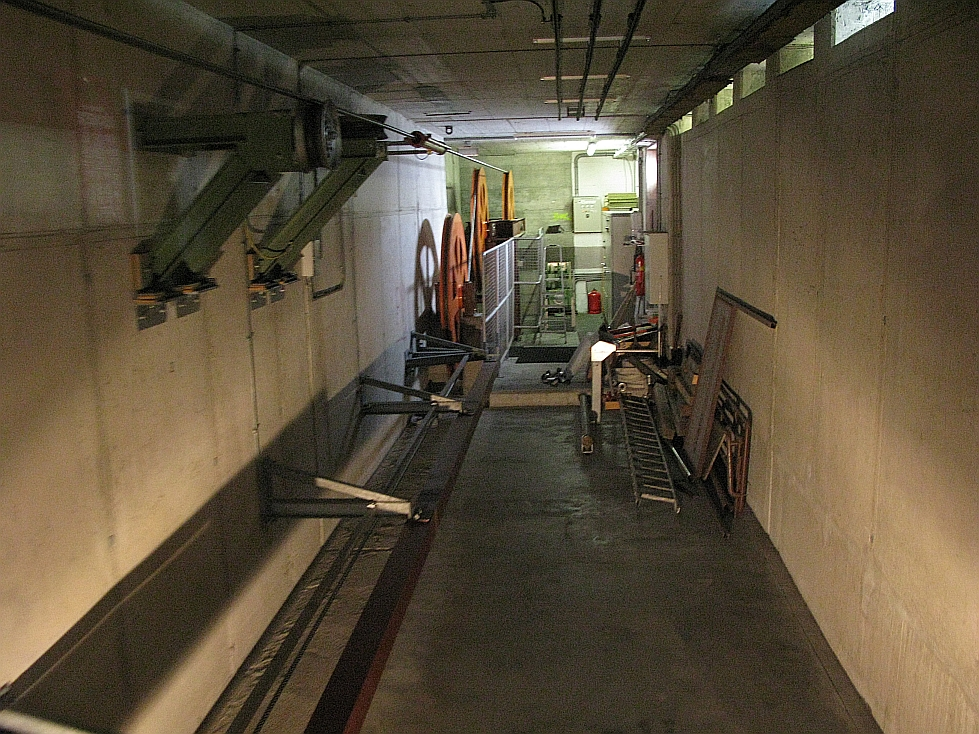
A jármű alagútja
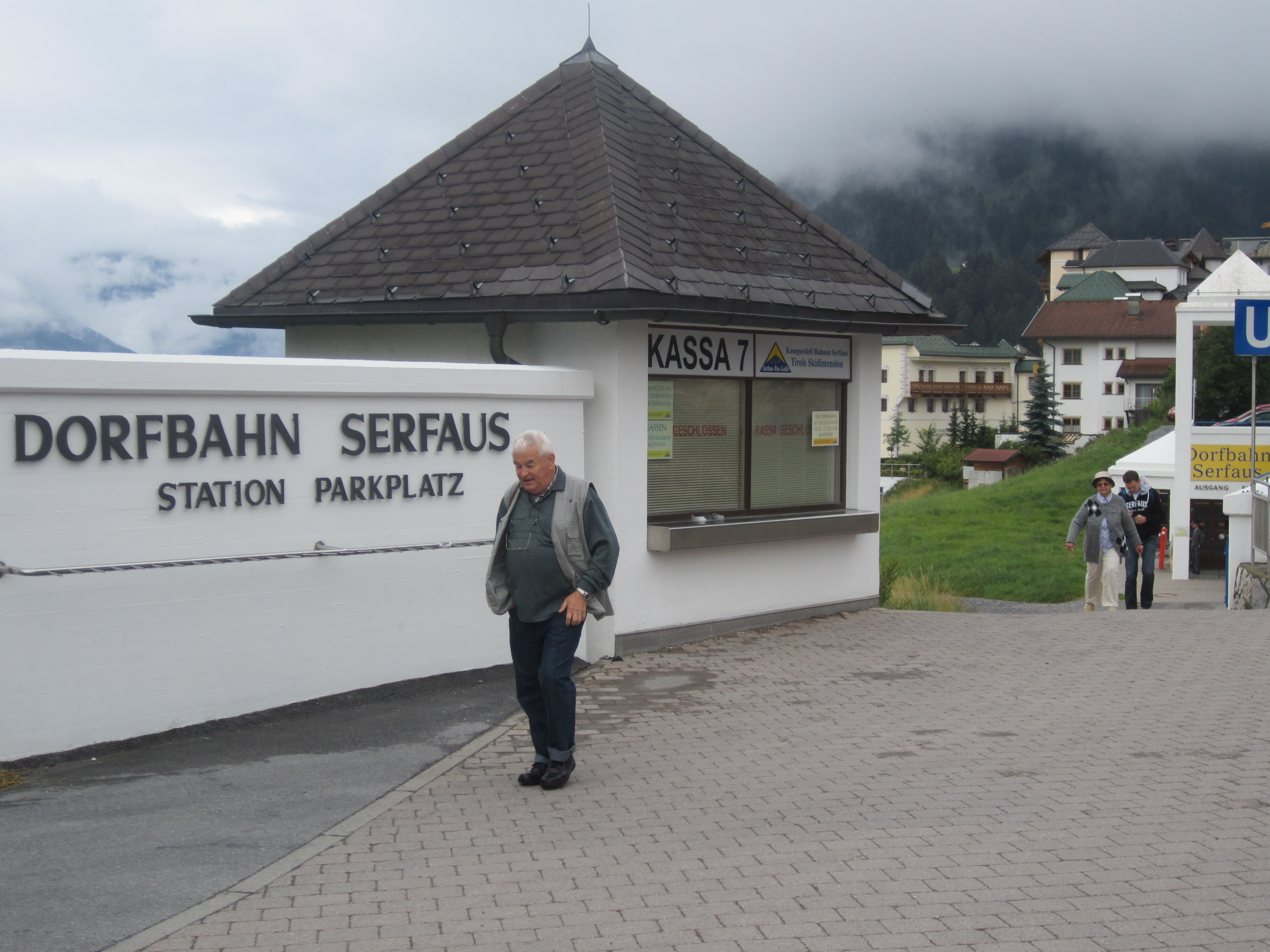
Parkplatz állomás
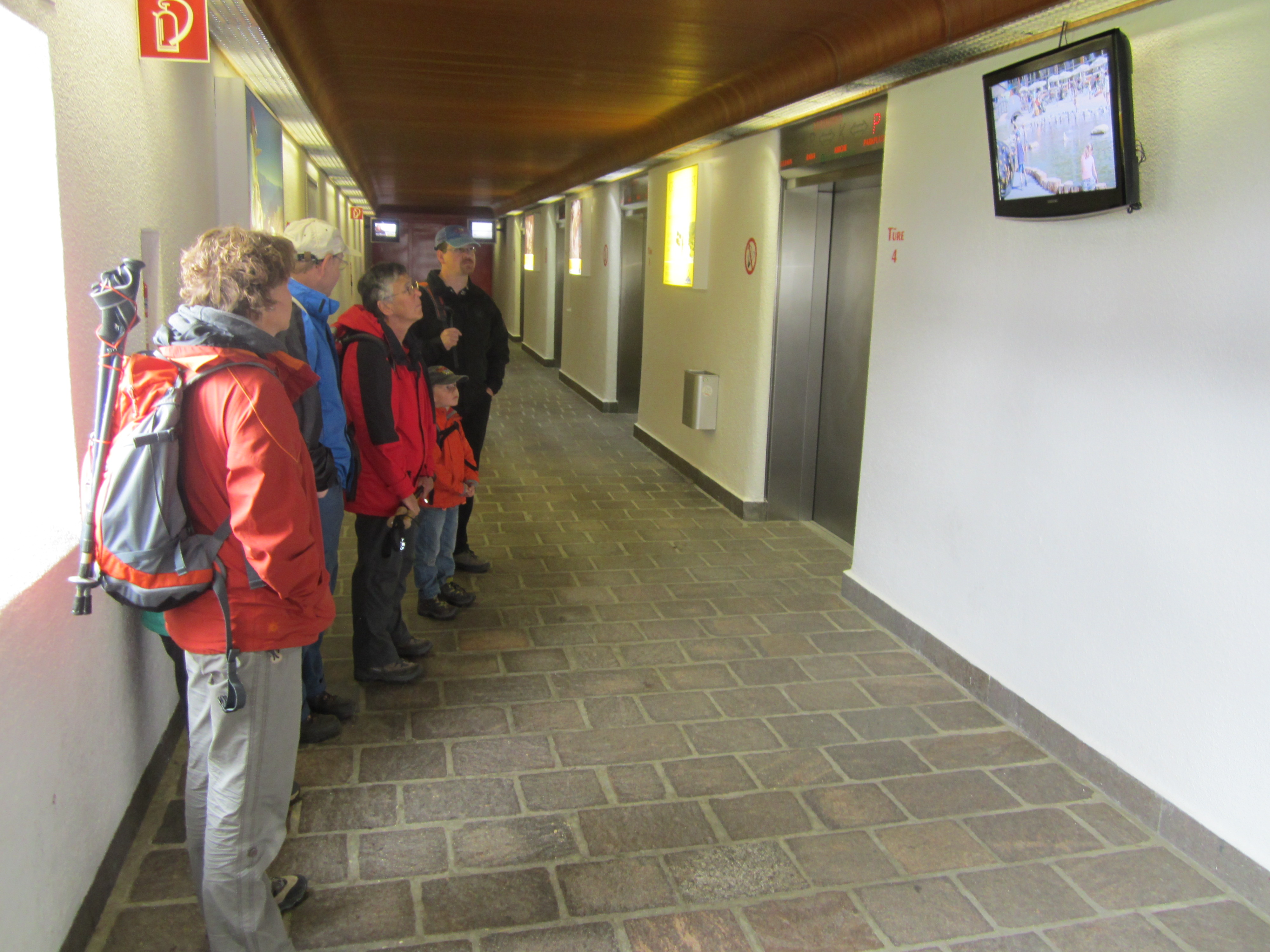
Automatikus peronajtók az állomáson. Az ajtók csak a jármű megérkezése után nyílnak ki.
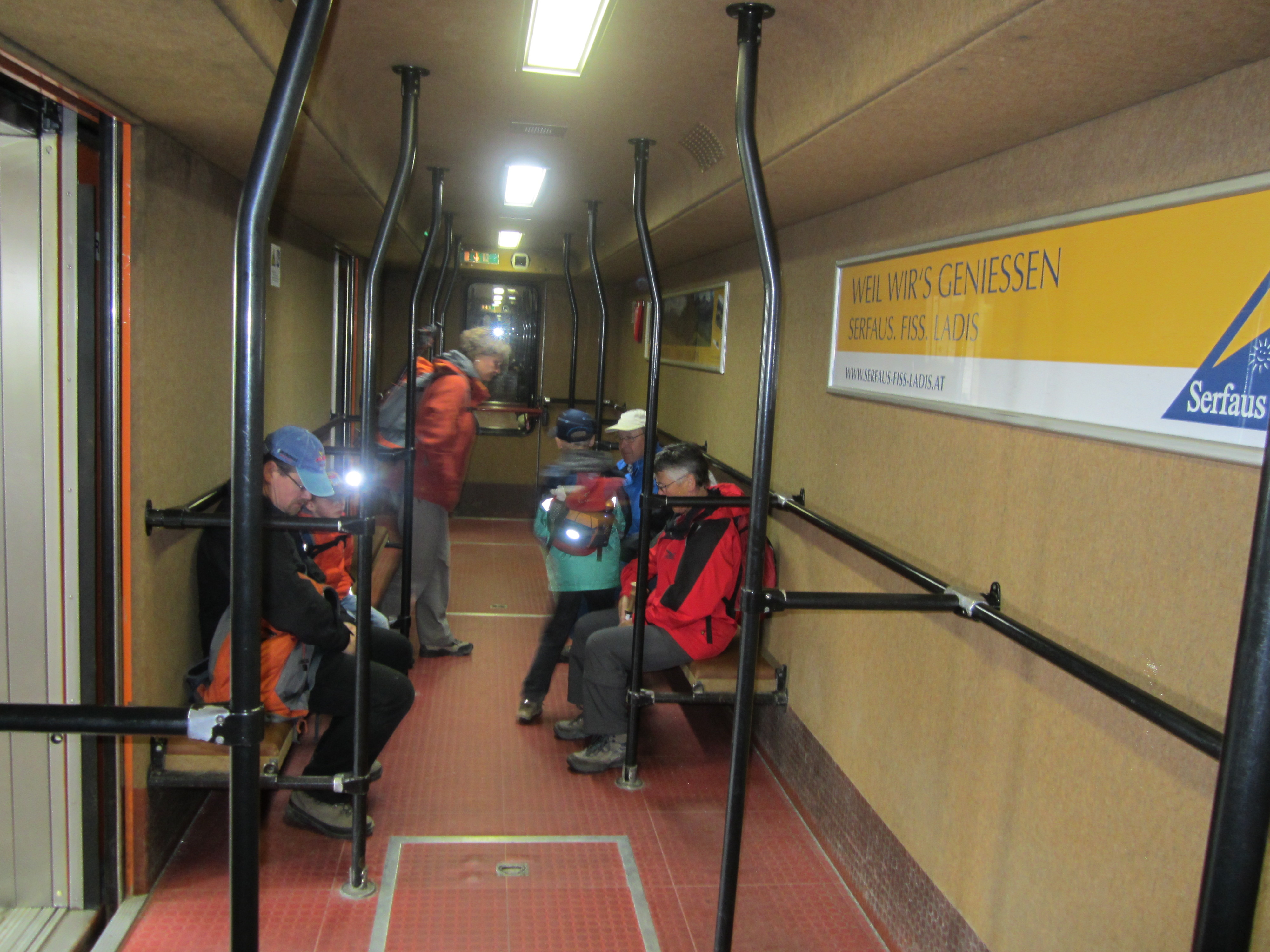
A kocsi belseje